# Свобода (Тамбовская область)
Свобода — посёлок в Никифоровском районе Тамбовской области России.  Входит в Сабуро-Покровский сельсовет.

## География
Протекает река Криуша.

## История
Постановлением НКВД 18 января 1922 года посёлок Сабурово отделен от села Покровского в самостоятельный населённый пункт под названием Свобода.

## Население
| 2002 | 2010  |
| ---- | ----- |
| 1213 | ↘1136 |

## Инфраструктура
Личное подсобное хозяйство.
Путевое хозяйство. 

## Транспорт
Автомобильный и железнодорожный транспорт. Действует железнодорожная станция Сабурово.